# بوشيكا (أسطورة)
بوشیکا (بالإنجليزية: Bochica)‏ رب الشمس، الإله الأكبر لهنود الشبشا. كان بطلا مثقفا، أله بعد وفاته. ادخل الزراعة والقوانين الاجتماعية والحرف والمهارات الأخرى الحضارية لشعب الشبشا وقبائل المسكايا في كولومبيا. زوجته تدعى شيا.